# روجر ريس
روجر ريس (بالإنجليزية: Roger Rees )‏ (و. 1944 – 2015 م) هو ممثل تلفزي، وممثل أفلام، وممثل مسرحي، ومخرج مسرحي من المملكة المتحدة، والولايات المتحدة، وويلز، ولد في آبريستويث، توفي في نيويورك، عن عمر يناهز 71 عاماً، بسبب سرطان المعدة.

## التعليم
تعلم في كلية سلايد للفنون الجميلة ‏.

## جوائز وترشيحات
حصل على جوائز منها:
- جائزة توني لأفضل ممثل في مسرحية  [لغات أخرى]‏ (1982).

ترشح لـ:
- جائزة توني لأفضل إخراج مسرحي [الإنجليزية]‏ (2012)
- جائزة توني لأفضل ممثل في مسرحية  [لغات أخرى]‏ (1995).

## وصلات خارجية
- روجر ريس على موقع IMDb (الإنجليزية)
- روجر ريس على موقع روتن توميتوز (الإنجليزية)
- روجر ريس على موقع قاعدة بيانات الأفلام العربية
- روجر ريس على موقع ألو سيني (الفرنسية)
- روجر ريس على موقع ميوزك برينز (الإنجليزية)
- روجر ريس على موقع أول موفي (الإنجليزية)
- روجر ريس على موقع قاعدة بيانات برودواي على الإنترنت (الإنجليزية)
- روجر ريس على موقع قاعدة بيانات الأفلام السويدية (السويدية)
- روجر ريس على موقع إن إن دي بي (الإنجليزية)
- روجر ريس على موقع قاعدة بيانات الفيلم (الإنجليزية)